# René de Cooman

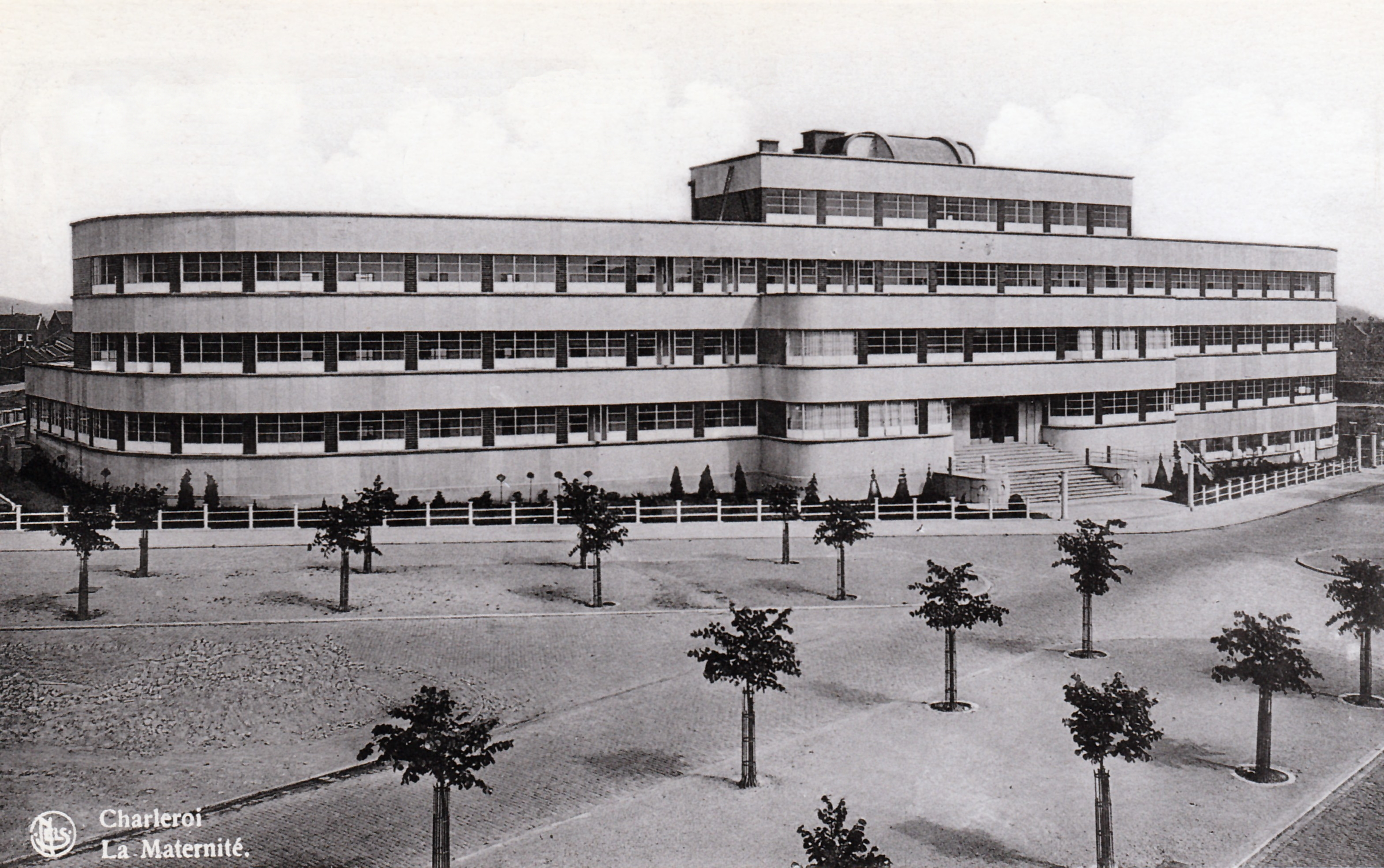
Maternité Reine Astrid à Charleroi.

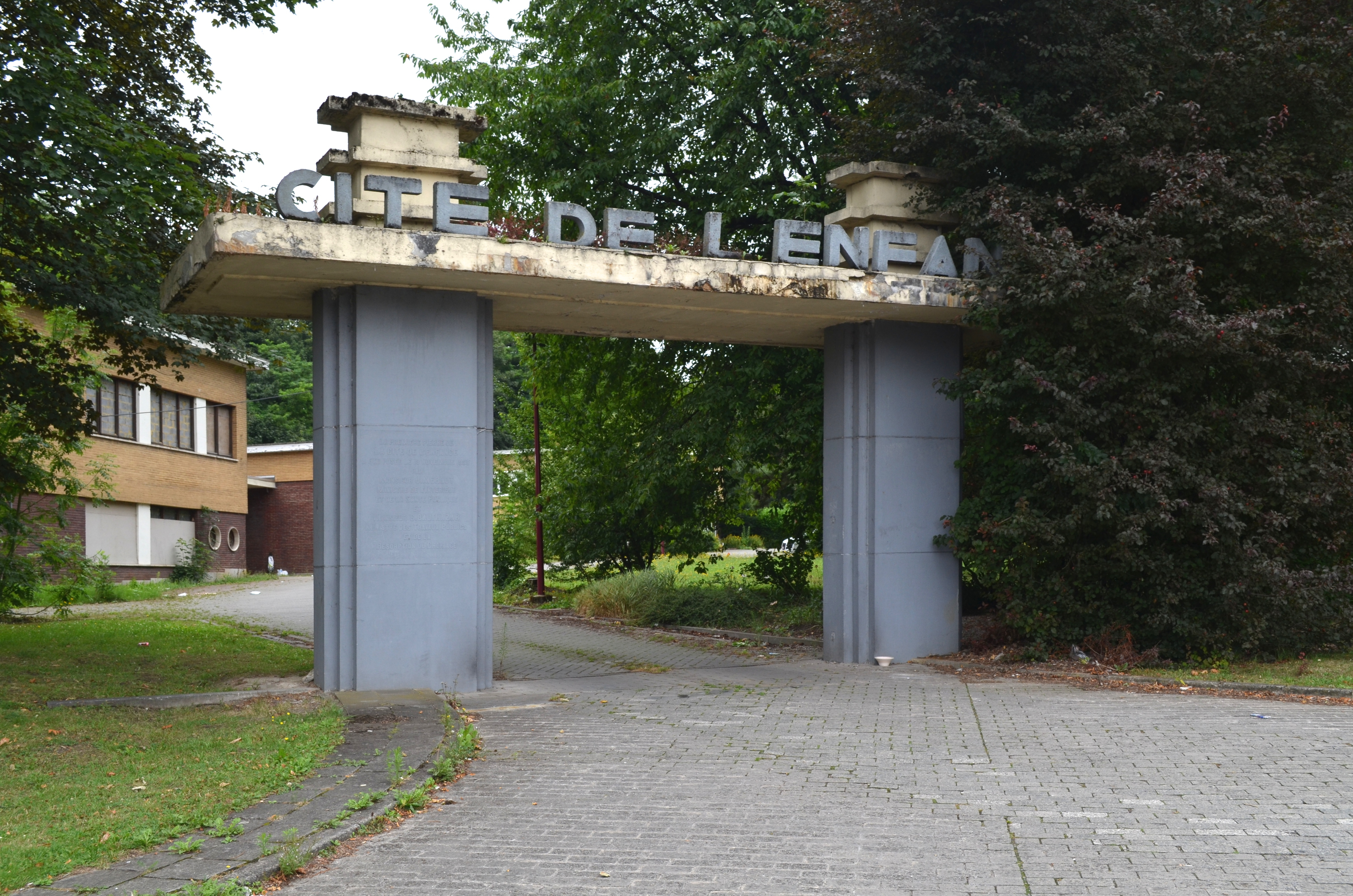
Portail d'entrée de la Cité de l'Enfance à Marcinelle.

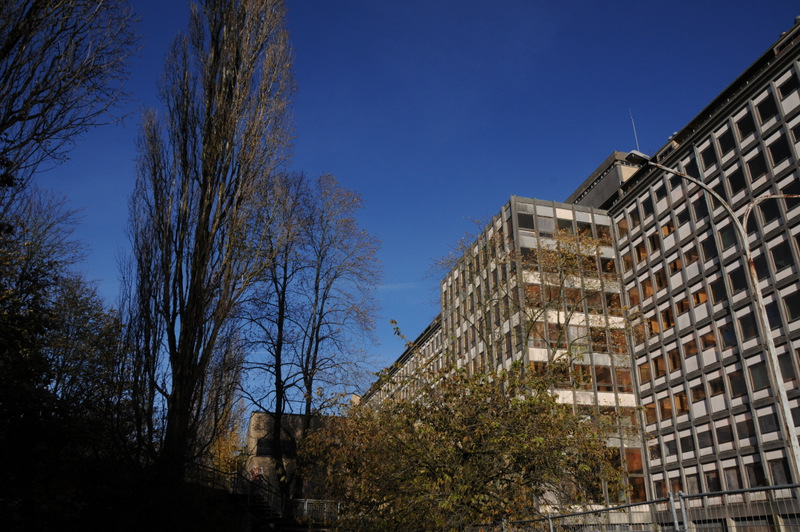
Hôpital du Rayon du Soleil à Montigny-le-Tilleul.

René De Cooman, né à Montignies-sur-Sambre le 14 mai 1894 et mort le 14 juillet 1980 est un industriel et un homme politique belge socialiste. Au niveau politique, il a été conseiller provincial, député permanent et président du Conseil provincial du Hainaut, député de la Chambre des Représentants. En tant que président d'intercommunale dans la région de Charleroi, il a contribué à la création et au développement de structures médicales et d'institutions à caractère social. Enfin, il a été résistant pendant la Seconde Guerre mondiale.

## Biographie
René De Coomann né à Montignies-sur-Sambre le 14 mai 1894, est le fils de François-Louis De Cooman, ouvrier lamineur, et de Clémentine Burssens. En juin 1919, il épouse Germaine Marchal, institutrice et déléguée à la Protection de l'enfance qui lui donne un fils, André De Cooman, directeur de Intercommunale d'Œuvres Sociales (IOS).
Il fait ses études secondaires à l'Athénée de Charleroi et, à partir de 1911, des études universitaires en sciences physiques et mathématiques à l'Université libre de Bruxelles qui sont interrompues par la Première Guerre mondiale.
Pendant la Première Guerre mondiale, il tente de venir en aide aux familles des internés et prisonniers belges. Á l'occasion, il sert de truchement avec les autorités allemandes. Il exerce ensuite divers métiers avant de diriger un atelier de fabrications métalliques.
Son amitié avec Paul Pastur le convainc à adhérer au socialisme. À partir de 1927, il est membre de la Commission d'assistance publique et, en 1932, est élu conseiller communal de Montignies-sur-Sambre sur la liste socialiste. Il est ensuite nommé échevin des Finances, mandat qu'il exerce jusqu'en 1938. De 1936 à 1938, il est conseiller provincial puis, de 1938 à 1949, député permanent de la province de Hainaut à la suite du décès de Paul Pastur.
Pendant la Seconde Guerre mondiale, il entre dans la résistance au sein du réseau Socrate en Belgique occupée par les Allemands. Il s'occupe en particulier de la rédaction et de la diffusion de la presse clandestine, du recrutement, de l'aide aux réfractaires et aux prisonniers évadés. Arrêté le 14 avril 1942, il est emprisonné pendant un an dont une partie de en Allemagne. Relâché, il reprend son activité clandestine jusqu'à la libération.
De novembre 1944 à 1949, il est président du Conseil provincial du Hainaut. En 1949, il est élu député à la Chambre des représentants par l'arrondissement de Charleroi sur la liste socialiste, mandat qu'il occupe jusqu'en 1968.
Des années 1930 aux années 1960, De Cooman a particulièrement contribué à l'amélioration des soins de santé du secteur public dans la région de Charleroi. En effet, il préside à partir de 1937 l'Intercommunale d'Œuvres Sociales (IOS) qui regroupe 33 communes de la région de Charleroi que rejoindront ensuite cinq autres. Prenant en compte les besoins les plus urgents, il fait édifier dès 1937 la Maternité Reine Astrid dans le centre de Charleroi et la Cité de l'Enfance à Marcinelle (destinée aux orphelins) en 1938. Après la Seconde Guerre mondiale, il récupère le contenu d'un hôpital de campagne américain de 800 lits, décide l'édification du home l'Espérance au Coq (inauguré en 1949) et crée des centres de santé scolaire. En 1956, il fait construire la maison de repos Heureux séjour à Courcelles et celle de Farciennes en 1963,. Il conclut ses grands chantiers par la construction de l'hôpital du Rayon de Soleil à Montigny-le-Tilleul de 1954 à 1967, destiné à accueillir les patients socialement actifs ou des personnes âgées et pouvant être guéris ou recevant des soins palliatifs.
De 1950 à son décès, il est président de la Fédération Internationale des Communautés d'Enfants (FICE) fondée en 1948 par l'Unesco. 
Il perd son épouse en 1963. À la suite de son décès le 14 juillet 1980, il est inhumé au cimetière de Montignies-sur-Sambre. 

## Hommages et distinctions
En 1968, il reçoit le prix Arthur Jauniaux pour l'ensemble des initiatives en matière de création d'institutions sociales. En 1971, l'Intercommunale des Œuvres Sociales du Hainaut (IOS) de Charleroi crée une Fondation René De Cooman qui décerne le « Prix René De Cooman » aux chercheurs belges pour un travail original sur les questions de vieillissement.
On trouve à Courcelles et à Montignies-sur-Sambre une « Rue René de Cooman ». Dans le Centre Hospitalier Universitaire André Vésale à Montigny-le-Tilleul, on trouve également un « Auditorium René de Cooman ».
Les distinctions belges suivantes lui ont été attribuées :
- Officier de l'ordre de Léopold avec palme en 1957 ;

- Officier de l'ordre de la Couronne en 1947 ;
- Croix de guerre 1940-1945 en 1957 ;
- Chevalier de l'ordre de Léopold II en 1937 ;
- Médaille de la Résistance en 1957 ;
- Prix quinquennal du Hainaut en 1955 ;
- Médaille d'honneur de la ville de Charleroi en 1960 ;
- Plaquette d'honneur de la Province de Hainaut en 1960.

## Publications
- René De Cooman et Victor Bourgeois, Charleroi, terre d'urbanisme, Bruxelles, Éditions Art et Technique, 1946, 73 p.
- La création d'un centre de gériatrie à Charleroi, Revue L'hôpital belge, Charleroi, 1962.